# Bunar svetog Patrika
Bunar svetog Patrika (tal. Pozzo di San Patrizio) povijesni je bunar u Orvietu u središnjoj Italiji. Grad se nalazi visoko na ravnom vrhu velikog brežuljka vulkanskog tufa koji je bio utvrđen obrambenim zidinama. Bunar je između 1527. i 1537. izgradio arhitekt-inženjer Antonio da Sangallo Mlađi iz Firence na zahtjev pape Klementa VII., koji se sklonio u Orvieto 1527. dok je svetorimski car Karlo V. pljačkao Rim. Grad se pokazao kao izvrsno utočište, ali se Klement bojao da prirodna opskrba vodom neće dostajati Orvietu dođe li do dugotrajne opsade. Bunar je dovršen 1537., za vrijeme pape Pavla III.
Ime zdenca nadahnula je srednjovjekovna legenda o tome da je čistilište svetog Patrika u Irskoj omogućavalo pristup čistilištu, što ukazuje na nešto vrlo duboko.
Arhitekt-inženjer Antonio da Sangallo Mlađi okružio je središnje okno bunara dvjema spiralnim rampama u dvostrukoj spirali, a njima se pristupalo kroz dvoja odvojena vrata koja su omogućavala parovima magaraca da nose prazne posude za vodu prema dolje, a pune posude za vodu prema gore bez potrebe za križanjem puteva uporabom istog stubišta, čime je omogućen kontinuiran tok kretanja. Cilindrični bunar dubok je 53,15 metara, a promjer baze iznosi mu 13 metara. Ima 248 stepenica, a 70 prozora osigurava osvjetljenje.
Na bunaru je latinski natpis koji glasi QUOD NATURA MUNIMENTO INVIDERAT INDUSTRIA ADIECIT – »što je priroda zamjerila, industrija je dala«.

## Galerija
- Pozzo di San Patrizio, bunar izgrađen u Orvietu koji je naručio papa Klement VII.
- stubište
- pogled prema gore
- pogled iznutra

## Vanjske poveznice
|  | Zajednički poslužitelj ima još gradiva o temi Bunar svetog Patrika |

- Recenzija Pozzo di San Patrizio (bunara sv. Patrika) u Frommersu (turistička lokacija)